# 401

## Родени
- 10 април – Теодосий II, източноримски, ранновизантийски император († 450)